# الشيخ (عزبة)
عزبة الشيخ قرية تابعة لمركز السادات في محافظة المنوفية في جمهورية مصر العربية.